# Мишел Вовел
Мишел Вовел (на френски: Michel Vovelle; роден на 6 февруари 1933 г. в Шартър, Франция) е френски историк.

## Биография
Мишел Вовел е професор по модерна история в университета в Марсилия и професор по история на Френската революция в университета Париж-I. Наследява Албер Собул като директор на Института по история на Френската революция. Автор на прочутата книга „Смъртта и Запада от 1300 г. до наши дни“ (1983).

## Публикации на български език
- Мишел Вовел. „Историята и дългосрочният период“. – В: Духът на Анали. София: Критика и хуманизъм, 1997.